# Incendio de Lavalle 2257

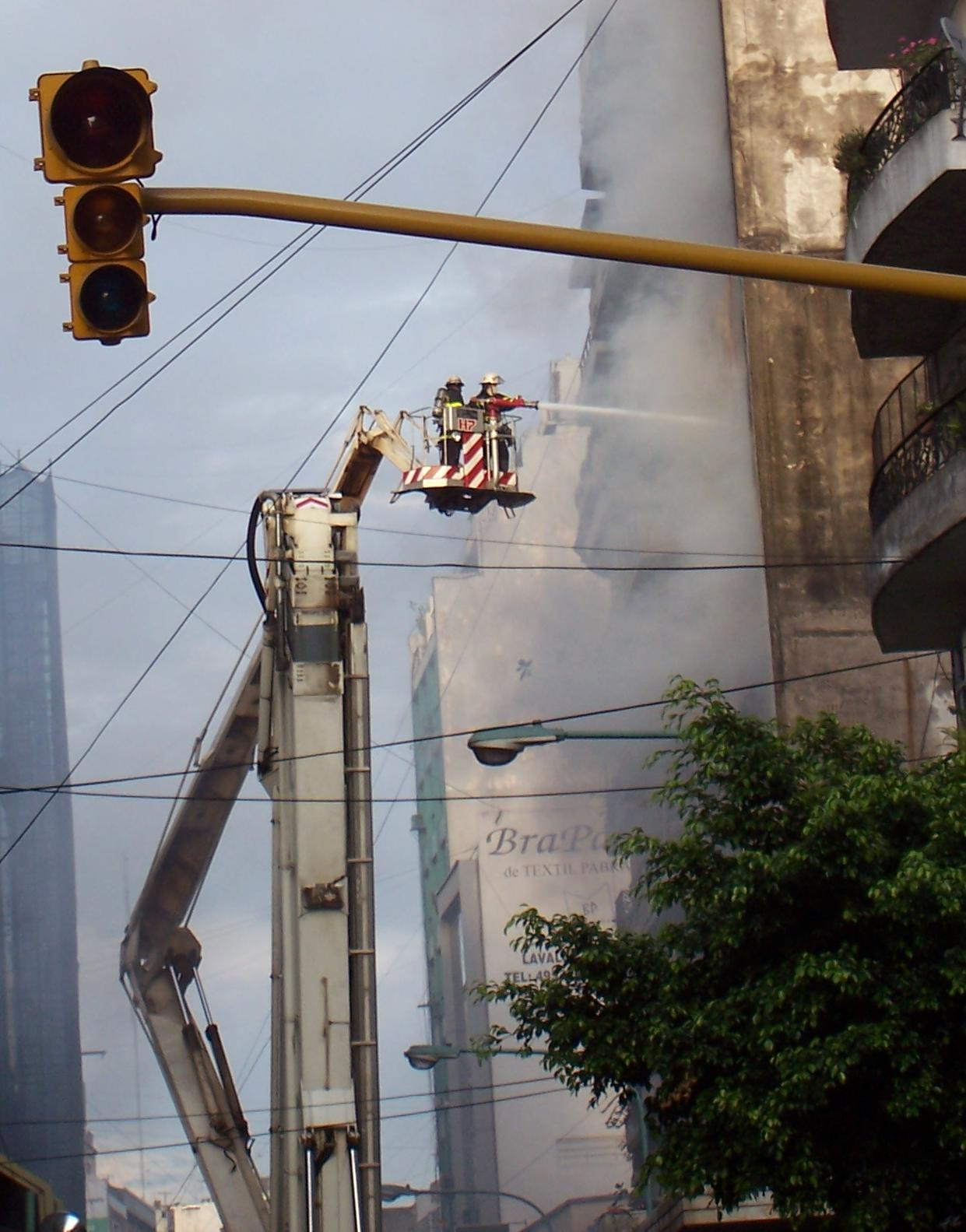
Los bomberos intentando combatir el fuego.

Durante los días 18 al 20 de febrero de 2008 se registró un incendio de grandes dimensiones en un edificio ubicado en la calle Lavalle 2257 de la Ciudad de Buenos Aires, Argentina; considerándose uno de los que más se demoró en controlarse en toda la historia de la ciudad. el lugar no estaba habilitado como depósito. Sólo el subsuelo y el primer piso. Sin embargo, el abogado de los dueños, Luis Eduardo Chemmes y Washington Vilches, afirmaba que estaba en trámite la habilitación del mismo.
El incendio comenzó el lunes 18 de febrero de 2008 alrededor de las 15:00 (UTC -2) en los pisos 3° y 4° de un edificio ubicado en la calle Lavalle 2257 entre Pasteur y Uriburu del barrio de Balvanera, en el área denominada como El Once caracterizada por su gran movimiento comercial. El edificio donde se originó el siniestro, pertenecía a la empresa mayorista Ciudad Cotillón. En primer momento el fuego fue combatido por 12 dotaciones de la Superintendencia Federal de Bomberos con 80 hombres.
En total 56 personas fueron asistidas en centros de salud de la ciudad en el transcurso de las horas que duró el siniestro, la mayoría con un cuadro de principio de asfixia.
El fuego fue extinguido el día miércoles 20 de febrero a las 20:00 (UTC -2) luego de 53 horas.
En los primeros momentos luego de su extinción, los bomberos pudieron constatar que en los pisos donde se desarrolló el fuego se encontraban gran cantidad de elementos inflamables: plásticos, cartón y aerosoles. A raíz del caso fue fuertemente criticada la administración del Gobierno de la Ciudad y la Agencia Gubernamental de Control.